# Ardecore (album)
Ardecore è il primo album del gruppo italiano Ardecore uscito nel 2005 su etichetta il manifesto.

## Il disco
È stato registrato a luglio 2004 all'Hombrelobo studio di Roma da Fabio Reeks e Valerio Fisik e ultimato a febbraio 2005 al Locomotore studio. Missato da Matteo Spinazzè e Ardecore a marzo 2005 al Locomotore studio. Masterizzato al Reference studio di Roma.

## Tracce
1. Come te posso amà (ignoto XVIII sec.) - 05:24
2. Madonna dell'Urione (G. Micheli - A. Rossi) - 05:10
3. Madonna dell'angeli (G. Micheli - A. Rossi) - 07:41
4. Lupo de fiume (R. Balzani - Ceccarelli) - 06:24
5. Fiore de gioventù (E. Petrolini) - 05:02
6. L'eco der core (R. Balzani - Petrini) - 07:00
7. Barcarolo romano (R. Balzani - P. Pizzicaria)  - 03:58
8. La popolana (Cherubini) - 04:37
9. Serenata de paradiso (R. Balzani - Scarponi) - 05:56

Sonetto del XIII sec. (traccia fantasma)

## Formazione
- Giampaolo Felici - mandolino, chitarra acustica, voce, chitarra
- Geoff Farina - chitarra elettrica
- Jacopo Battaglia - percussioni, batteria, chitarra acustica
- Massimo Pupillo - contrabasso
- Luca T. Mai - sassofono alto e baritono
- Luca Venitucci - fisarmonica, piano fender rodhes
- Valerio Borgianelli - vibrafono, glockenspiel, percussioni
- Scarful - artwork

## Esterni
- Cristiano Raggi (tromba su Eco der core)
- Pino La Licata (chitarra su Sonetto)